# 五十野譲
五十野 譲（讓、いその ゆずる、1864年5月15日（元治元年4月10日）- 1912年（明治45年）1月1日）は、明治期の酒造家・政治家。衆議院議員。

## 経歴
常陸国行方郡次木村（新治県行方郡次木村、茨城県行方郡次木村、武田村次木、北浦村次木、北浦町を経て現行方市次木）で酒造家の家に生まれた。漢学を修めた。幼くして父を失い家業を継承した。
武田村会議員に就任。1892年（明治25年）自由党に所属して茨城県会議員に選出され、1895年（明治28年）まで在任した。
1898年（明治31年）8月、第6回衆議院議員総選挙（茨城県第1区、憲政党）で当選し、衆議院議員に1期在任。1904年（明治37年）3月、第9回総選挙（茨城県郡部、立憲政友会）では落選した